# 鯨のレストラン 〜SDGsとクジラ〜
『鯨のレストラン 〜SDGsとクジラ〜』（原題： Whale Restaurant 〜Inconvenient Food〜）は、合同会社八木フィルム（八木景子監督）によるドキュメンタリー映画。

クジラの捕獲枠が過度に制限され価格が高騰し、料理店が絶滅しそうになっている状況を知って驚き、打破するために製作した。
日本の鯨食文化を「食と科学」の面から描く初めての映画である。日本屈指の鯨店を舞台に国際的に活躍する科学者などが登場する。「Behind THE COVE 〜捕鯨問題の謎に迫る〜」に続く第二作目である。

## 製作過程
半世紀以上に渡り、反捕鯨活動家を恐れて日本の捕鯨基地での解体シーンやクジラ店の撮影は困難であった。しかし、前作『ビハインド・ザ・コーヴ』が国際社会へ海外メディアなどを通じ影響を及ぼし、反捕鯨活動家が沈静化したことで、クジラの解体とクジラ店での撮影が可能になり本作が完成した。

## あらすじ
舞台は神田の鯨店「一乃谷」。谷光男大将は、クジラでさまざまなメニューを作る。
「シン・ゴジラ」の樋口真嗣監督は以前より、「一乃谷」から通っており、映画の中で、「ゴジラ」の名前の由来は「クジラ」と「ゴリラ」から来たことを紹介。
『鯨のレストラン 〜SDGsとクジラ〜』には、「一乃谷」に訪れる客を通して料理の魅力や、国際会議の主要人物の証言を通して国際会議の実態や環境問題を伝える内容になっている。

## 出演者
谷光男（たにみつお）
日本屈指のクジラ店「一乃谷」の大将。元々、日本懐石料理の料理人である。仙台から上京。神田にクジラ専門店「一乃谷」を開店。クジラを使って豊富な料理方法を披露。
樋口真嗣（ひぐちしんじ）
『シン・ゴジラ』で第40回日本アカデミー賞最優秀作品賞を受賞及び総監督の庵野秀明とともに最優秀監督賞を受賞。映画「ゴジラ」の誕生と「クジラ」の繋がりについて語る。「一乃谷」の常連客でもある。
ユージン・ラポワント（Eugene Lapointe）
元ワシントン条約事務局長。1982年から90年までの8年間国連環境計画（UNEP）の傘下でワシントン条約事務局長として勤務。愛護団体により不当解雇され、訴訟を起こし国連による不当解雇を認めさせた人物。
ジェネビエーヴ・デスポーテス（Genevieve Desportes）
NAMMCOの事務局長。第二のIWCといわれるNAMMCO（North Atlantic Marine Mammal Commission /北大西洋海産哺乳動物委員会）事務局長であり科学者。
加藤秀弘（かとうひでひろ）
日本を代表する鯨類研究者。東京海洋大学名誉教授、（一財）日本鯨類研究所顧問。太地くじらの博物館名誉館長。おしかホエールランド名誉館長ほか。「クジラ博士」として慕われる。IWC科学委員会委員（分科会議長）などを歴任した、世界屈指の科学者。
八木信行（やぎのぶゆき）
クジラについても詳しい農学博士。1987年農林水産省入省。現在、東京大学大学院農学生命科学研究科教授。国連食糧農業機関（FAO）世界農業遺産（GIAHS）プログラムの科学アドバイザリー会合委員なども務める。
伊藤信之（いとうのぶゆき）
日本最大の捕鯨基地にある（株）鮎川捕鯨の社長。将来が見えない捕鯨産業を継承するかの分岐点において東日本大震災に見舞われた。当時、獲れないはずのクジラが獲れ、鮎川町の食糧となり、親の後継になることを決心。
サンドラ・ヘフェリン（Sandra Häfelin）
多様性をテーマとした著述家。ドイツと日本の親を持つ。日本のテレビ出演ほか、日本とドイツの発想の違いなどについて発信している。
ユーコ・ジャクソン（Yuko Jackson）
マイケル・ジャクソンのコンサートツアーに参加した唯一の日本人バックダンサー。国際的に活躍する中で、出身地である熊本県の馬食を海外の人々に驚かれた経験がある。グローバリズム、ヴィーガンブームについて考えている。
冨田香里（とみたかおり）
ハリウッドスターなどセレブの通訳や翻訳業もこなす。ポーランド人の夫との出会いは、南太平洋のトンガで「クジラと泳ぐ」ツアーだった。